# جنگ اتریش و پروس
جنگ اتریش و پروس یا جنگ هفت هفته ای جنگی میان کنفدراسیون آلمان به رهبری امپراتوری اتریش در یک طرف و پادشاهی پروس و متحدانش در طرف دیگر بود که در ۱۸۶۶ میلادی رخ داد. علت جنگ اختلاف‌های سیاسی و اقتصادی بین امپراتوری اتریش و پادشاهی پروس، بر سر برتری بر شاهزاده‌نشین‌های آلمانی بود. این جنگ همچنین فرصتی برای پادشاهی ایتالیا بود که علیه اتریش وارد جنگ شود.
اتریش در این جنگ شکست خورد و از یک قدرت بزرگ به سطح یک قدرت متوسط سقوط کرد. اتریش از ناپلئون سوم امپراتور فرانسه تقاضای وساطت کرد تا از حمله بیشتر پادشاهی پروس در امان بماند. لوئی ناپلئون با این شرط که امپراتوری اتریش جمهوری ونتو را به پادشاهی ایتالیا واگذار کند وساطت را پذیرفت. به این ترتیب در ۱۸۶۶ جمهوری ونتو به مرکزیت ونیز با آرای عمومی مردم به پادشاهی ایتالیا ملحق شد.

## پیش‌زمینه
پس از تصرف شلسویگ و هولشتاین در جنگ دوم شلسویگ با دانمارک، در مورد چگونگی اداره این دو ایالت بین امپراتوری اتریش و پادشاهی پروس اختلاف افتاد. با امضای کنوانسیون گاشتاین در ۱۸۶۵، این مسئله با سپردن اداره هولشتاین به اتریش و شلسویگ به پادشاهی پروس به شکل موقت حل شد.
بیسمارک یک سال پیش از آغاز جنگ با اتریش، از بی‌طرفی ناپلئون سوم امپراتور دوم فرانسه، موضع دوستانه دربار  امپراتوری روسیه، و همکاری پادشاهی ایتالیا با پروس اطمینان پیدا کرده‌بود. علاوه بر این، بسیاری از شهریارنشین‌های آلمانی نیز به پروس پیوسته بودند.
ایتالیا نیز که به تازگی و پس از جنگ فرانسه و اتریش وحدت یافته بود به دنبال تصرف ونیز بود که تحت تسلط امپراتوری اتریش قرار داشت.

## نتایج جنگ
اتریش پس از شکست سریع در نبرد سادوا در ۱۸۶۶ راضی به پذیرش شرایط بیسمارک شد. آثار این شکست عبارت بود از:
1. انحلال کنفدراسیون آلمان و تشکیل سازمان جدیدی برای اداره شهریارنشین‌های آلمانی بدون حضور اتریش (کنفدراسیون آلمان شمالی).
2. بروز احساسات ملی‌گرایی در سرزمین‌های مجار اتریش، تا جایی که اتریش مجبور شد خودمختاری داخلی مجارستان را بپذیرد و نام این کشور به امپراتوری اتریش-مجارستان تغییر یافت.
3. امپراتوری اتریش-مجارستان که دست خود را از ایتالیا و سرزمین‌های آلمانی کوتاه می‌دید با جدیت رو به بالکان آورد و با روسیه و عثمانی درگیر شد.
4. امپراتوری اتریش-مجارستان که در برابر روسیه به متحدی قدرتمند احتیاج داشت به متحدی رام برای پادشاهی پروس (آلمان آینده) تبدیل شد.

## وساطت ناپلئون سوم
بی‌طرفی ناپلئون سوم در جنگ اتریش و پروس به این جهت بود که گمان می‌کرد این جنگ طولانی خواهد شد و هر دو کشور را تضعیف می‌کند. بیسمارک که در جنگ با اتریش به سرعت دست این کشور را از سرزمین‌های آلمانی کوتاه کرده بود و نمی‌خواست موجب نگرانی کنسرت اروپا شود، پیشنهاد اتریش در مورد وساطت ناپلئون سوم را پذیرفت. انعقاد پیمان صلح پراگ میان اتریش و پادشاهی پروس و پیروزی بیسمارک، سبب ایجاد موجی از نگرانی و مخالفت با ناپلئون سوم در فرانسه شد، ولی لوئی ناپلئون که در آن زمان بیمار بود علاقه‌ای به جنگ نداشت.

## اتحادها
| Map of alliances in the Austro-Prussian War | | |
| پادشاهی پروس | امپراتوری اتریش | بی طرف                                                                                               |
| - پادشاهی ایتالیا - مکلنبورگ-شورین - مکلنبورگ-استرلیتز - اولدنبورگ - آنهالت - برونسویک - ساکس-آلتنبورگ - ساکس-کوبورگ و گوتا - لونبورگ - لیپه-دتمولد - Schwarzburg-Sondershausen - والدک-پیرمونت - برمن - هامبورگ - لوبک | - پادشاهی بایرن - پادشاهی هانوفر - پادشاهی ساکسونی - پادشاهی وورتمبرگ - بادن - هسه-دارمستات - ناسو - حکمرانی هسه-کاسل - Saxe-Meiningen - Reuss-Greiz - Schaumburg-Lippe - Frankfurt | - لیمبورگ - لیختن‌اشتاین - لوکزامبورگ - Reuss-Schleiz - Saxe-Weimar-Eisenach - Schwarzburg-Rudolstadt |
| - پادشاهی ایتالیا - مکلنبورگ-شورین - مکلنبورگ-استرلیتز - اولدنبورگ - آنهالت - برونسویک - ساکس-آلتنبورگ - ساکس-کوبورگ و گوتا - لونبورگ - لیپه-دتمولد - Schwarzburg-Sondershausen - والدک-پیرمونت - برمن - هامبورگ - لوبک | - پادشاهی بایرن - پادشاهی هانوفر - پادشاهی ساکسونی - پادشاهی وورتمبرگ - بادن - هسه-دارمستات - ناسو - حکمرانی هسه-کاسل - Saxe-Meiningen - Reuss-Greiz - Schaumburg-Lippe - Frankfurt | Disputed Territory - شلسویگ - هولشتاین                                                               |